# Haukadalur (Bláskógabyggð)
Pour les articles homonymes, voir Haukadalur.
La Haukadalur, toponyme islandais signifiant littéralement « vallée du faucon » en français, est une petite vallée d'Islande située au nord-est du Þingvallavatn et au sud-ouest de Gullfoss, dans le sud-ouest du pays. Elle comporte dans sa partie sud le champ géothermique de Geysir qui compte de nombreuses sources chaudes et des geysers dont un actif, le Strokkur.
La vallée est délimitée à l'ouest par la Bjarnarfell, au nord-est par la Sandfell, au nord-est par un plateau marquant le début des Hautes Terres, à l'est par des collines peu marquées et au sud par le plaine du Sud-Ouest de l'Islande appelé Biskupstungur. Elle comporte une colline dans sa partie sud, la Laugarfjall, deux hameaux, Haukadalur au sud et Helludalur à l'ouest, une église en son centre, la Haukadalskirkja, et une forêt, la Haukadalsskógur, qui occupe toute sa moitié nord et son flanc occidental. Quelques chemins et routes non goudronnées en cul-de-sac s'avancent dans la Haukadalur et ils sont connectés à la route 35 qui longe la limite méridionale de la vallée.

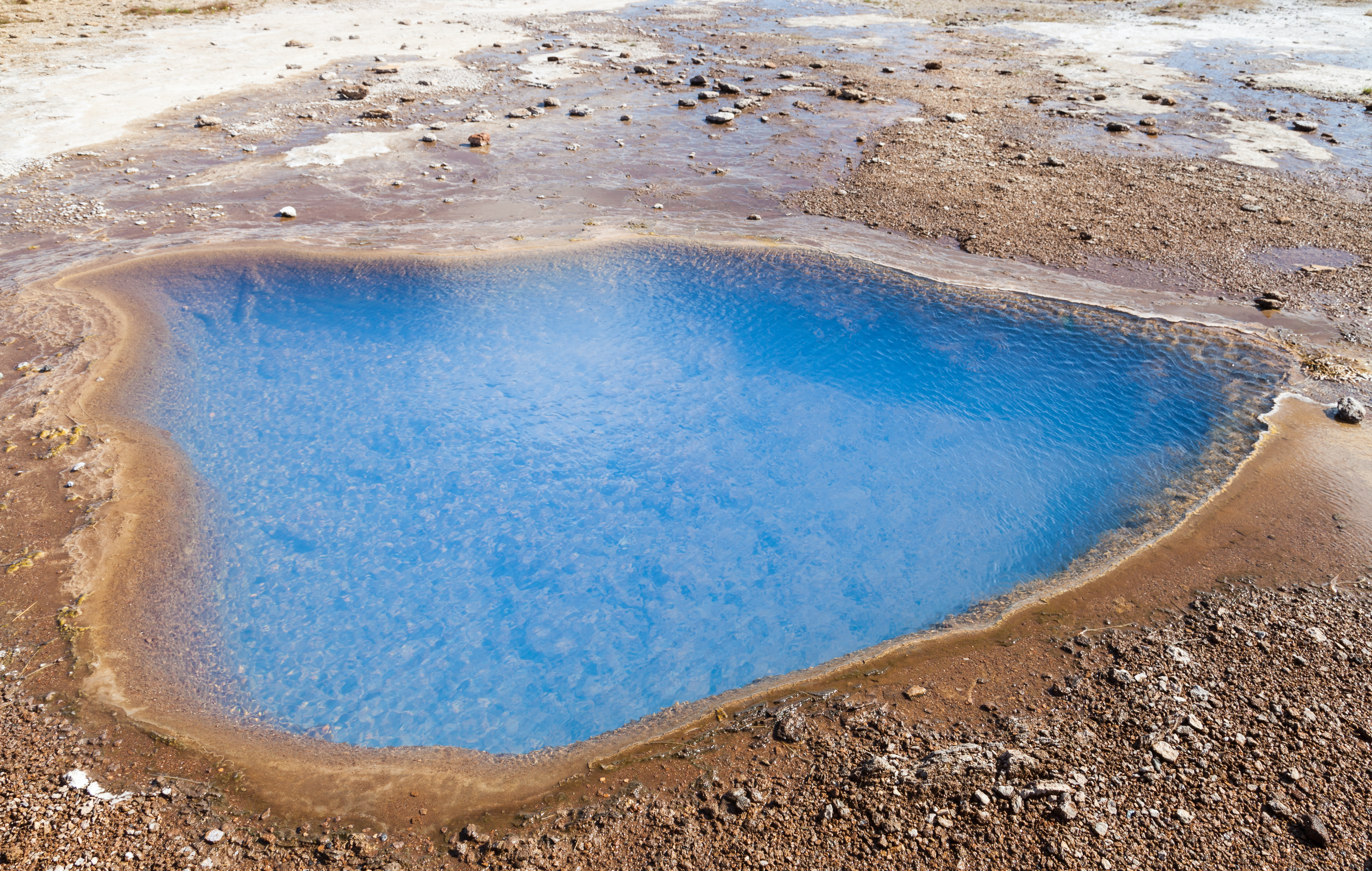
La source chaude de Blesi avec en arrière-plan la Haukadalur.

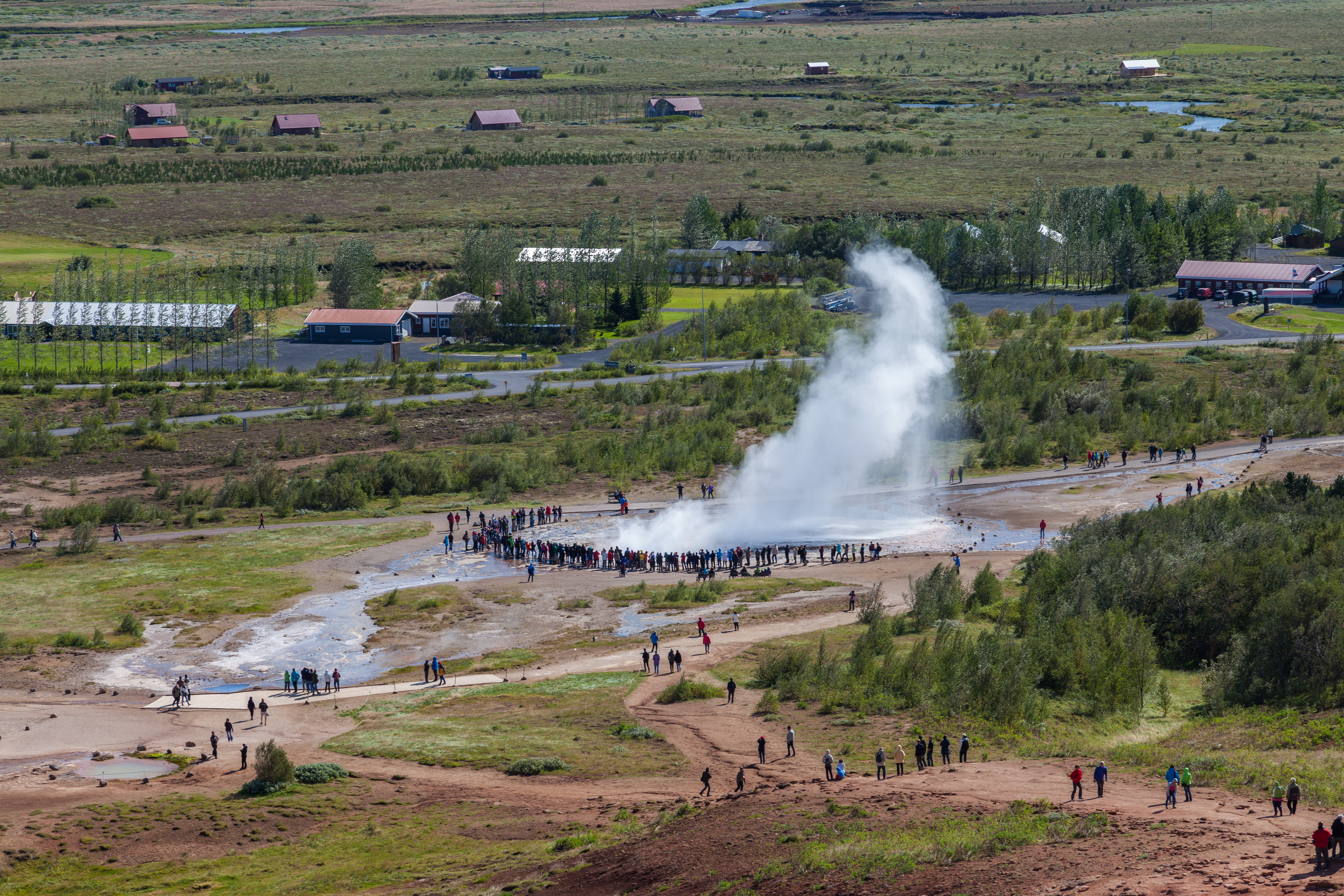
Vue du champ géothermique de Geysir avec Strokkur en éruption depuis la Laugarfjall.

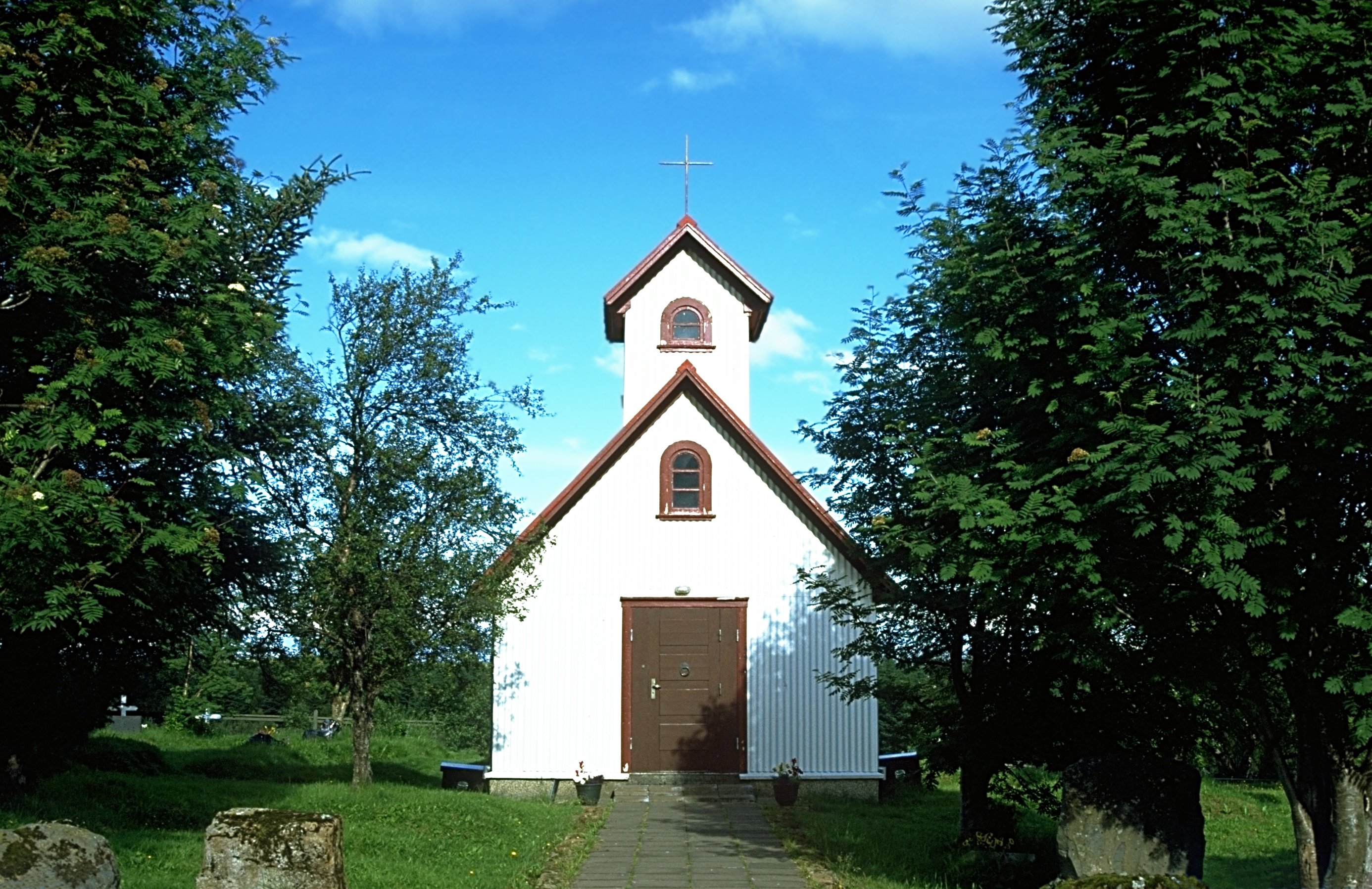
La Haukadalskirkja à l'entrée de la Haukadalsskógur.